# Studierendenwerk Augsburg

Logo seit 2023

Logo 2020–2023

Logo bis 2019

Das Studierendenwerk Augsburg ist laut der Verordnung über die bayerischen Studentenwerke für die rund 37.000 Studierenden an der Universität Augsburg, der Hochschule Augsburg, der Hochschule Kempten und der Hochschule Neu-Ulm zuständig.
Zur Aufgabe des Studentenwerks zählt die wirtschaftliche, soziale, gesundheitliche und kulturelle Betreuung der Studierenden. Es besitzt die Rechtsform der Anstalt des öffentlichen Rechts, die Aufsichtsbehörde und Rechtsaufsicht ist das Bayerische Staatsministerium für Wissenschaft, Forschung und Kunst (Rechtsaufsicht). Es ist Mitglied im Deutschen Studierendenwerk.
Die Studentenwerke in Deutschland sind nach dem Ersten Weltkrieg aus Selbsthilfeorganisationen der Studenten entstanden. Durch die Bekanntmachung vom 9. Oktober 1972 errichtete das Bayerische Staatsministerium für Unterricht und Kultus mit Wirkung vom 1. Januar 1973 ein Studentenwerk in der Rechtsform „Anstalt des öffentlichen Rechts“ mit der Bezeichnung „Studentenwerk Augsburg“ und dem Sitz in Augsburg. Die Geschäfte wurden bis zur Einsetzung einer eigenen Geschäftsführung im Oktober 1973 zunächst vom Studentenwerk München geführt.

## Organe
Der Vertreterversammlung gehören an: 3 Professoren je Hochschule, 3 Studierende je Hochschule, der leitende Verwaltungsbeamte jeder Hochschule und Frauenbeauftragte jeder Hochschule.
Dem Verwaltungsrat gehören an: 2 Vertreter der Professoren, 2 Vertreter der Studierenden, eine Persönlichkeit des öffentlichen Lebens, ein Vertreter der Mitarbeiter des Studentenwerks und eine Frauenbeauftragte einer der Hochschulen.

## Wohnanlagen
Das Studierendenwerk Augsburg verfügt über folgende sechs Wohnanlagen mit insgesamt rund 1.900 Wohnplätzen:
Augsburg
- Bürgermeister-Ulrich-Straße
- Göggingen
- Lechbrücke
- Prinz-Karl-Viertel
- Universitätsviertel

Kempten
- Reichlinstraße

Neu-Ulm
- Wiley
- Heinz-Rühmann-Straße